# Soucy (Yonne)
Pour les articles homonymes, voir Soucy.
Soucy est une commune française située dans le département de l'Yonne en région Bourgogne-Franche-Comté.

## Géographie
Soucy est à 6,5 km au nord-est de Sens.

### Communes limitrophes
|  |

### Climat
Pour des articles plus généraux, voir Climat de la Bourgogne-Franche-Comté et Climat de l'Yonne.
En 2010, le climat de la commune est de type climat océanique dégradé des plaines du Centre et du Nord, selon une étude du Centre national de la recherche scientifique s'appuyant sur une série de données couvrant la période 1971-2000. En 2020, Météo-France publie une typologie des climats de la France métropolitaine dans laquelle la commune est exposée à un climat océanique altéré et est dans la région climatique  Nord-est du bassin Parisien, caractérisée par un ensoleillement médiocre, une pluviométrie moyenne régulièrement répartie au cours de l’année et un hiver froid (3 °C). 
Pour la période 1971-2000, la température annuelle moyenne est de 11,3 °C, avec une amplitude thermique annuelle de 15,6 °C. Le cumul annuel moyen de précipitations est de 705 mm, avec 11,6 jours de précipitations en janvier et 7,5 jours en juillet. Pour la période 1991-2020, la température moyenne annuelle observée sur la station météorologique de Météo-France la plus proche, « Sens », sur la commune de Sens à 7 km à vol d'oiseau, est de 11,9 °C et le cumul annuel moyen de précipitations est de 644,7 mm. 
La température maximale relevée sur cette station est de 42,4 °C, atteinte le 25 juillet 2019 ; la température minimale est de −22,6 °C, atteinte le 14 février 1956,,. 
Les paramètres climatiques de la commune ont été estimés pour le milieu du siècle (2041-2070) selon différents scénarios d'émission de gaz à effet de serre à partir des nouvelles projections climatiques de référence DRIAS-2020. Ils sont consultables sur un site dédié publié par Météo-France en novembre 2022.

## Urbanisme

### Typologie
Au 1er janvier 2024, Soucy est catégorisée bourg rural, selon la nouvelle grille communale de densité à sept niveaux définie par l'Insee en 2022.
Elle est située hors unité urbaine. Par ailleurs la commune fait partie de l'aire d'attraction de Sens, dont elle est une commune de la couronne,. Cette aire, qui regroupe 65 communes, est catégorisée dans les aires de 50 000 à moins de 200 000 habitants,.

### Occupation des sols
L'occupation des sols de la commune, telle qu'elle ressort de la base de données européenne d’occupation biophysique des sols Corine Land Cover (CLC), est marquée par l'importance des territoires agricoles (68 % en 2018), une proportion sensiblement équivalente à celle de 1990 (68,3 %). La répartition détaillée en 2018 est la suivante : 
terres arables (63,8 %), forêts (26,3 %), zones urbanisées (3,8 %), zones agricoles hétérogènes (3,8 %), milieux à végétation arbustive et/ou herbacée (1,9 %), cultures permanentes (0,4 %). L'évolution de l’occupation des sols de la commune et de ses infrastructures peut être observée sur les différentes représentations cartographiques du territoire : la carte de Cassini (XVIIIe siècle), la carte d'état-major (1820-1866) et les cartes ou photos aériennes de l'IGN pour la période actuelle (1950 à aujourd'hui).

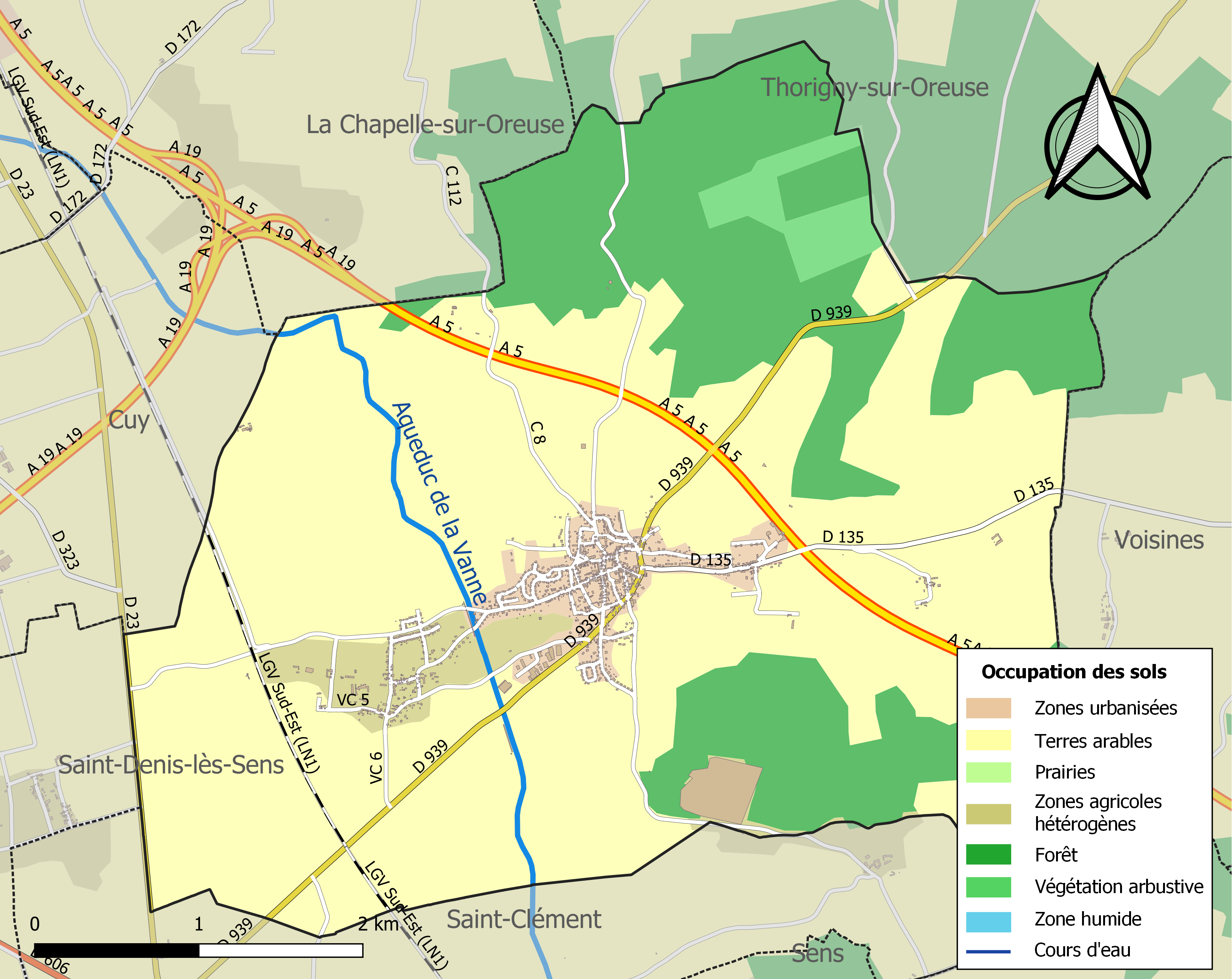
Carte des infrastructures et de l'occupation des sols de la commune en 2018 (CLC).

## Histoire

### Moyen Âge
Soucy est un village qui est mentionné au VIe siècle sous le nom de Sauciacus. La paroisse relève du diocèse de Sens.
Il est la propriété du Chapitre de la cathédrale de Sens du XIIe siècle jusqu'à la Révolution. De ce fait, les chanoines y nomment les officiers de justice (lieutenant et procureur fiscal).
Dans le hameau du Grand-Béon, il y avait une léproserie (lieu d'isolement pour les malades de la lèpre).
Au XIVe siècle, les Anglais détruisirent le village pendant la guerre de Cent Ans.
L'église est fortifiée. Son clocher est couronné par de magnifiques hourds. En principe, ces travaux dateraient des années qui ont suivi le traité de Brétigny (1360) et le licenciement des armées françaises et anglaise.

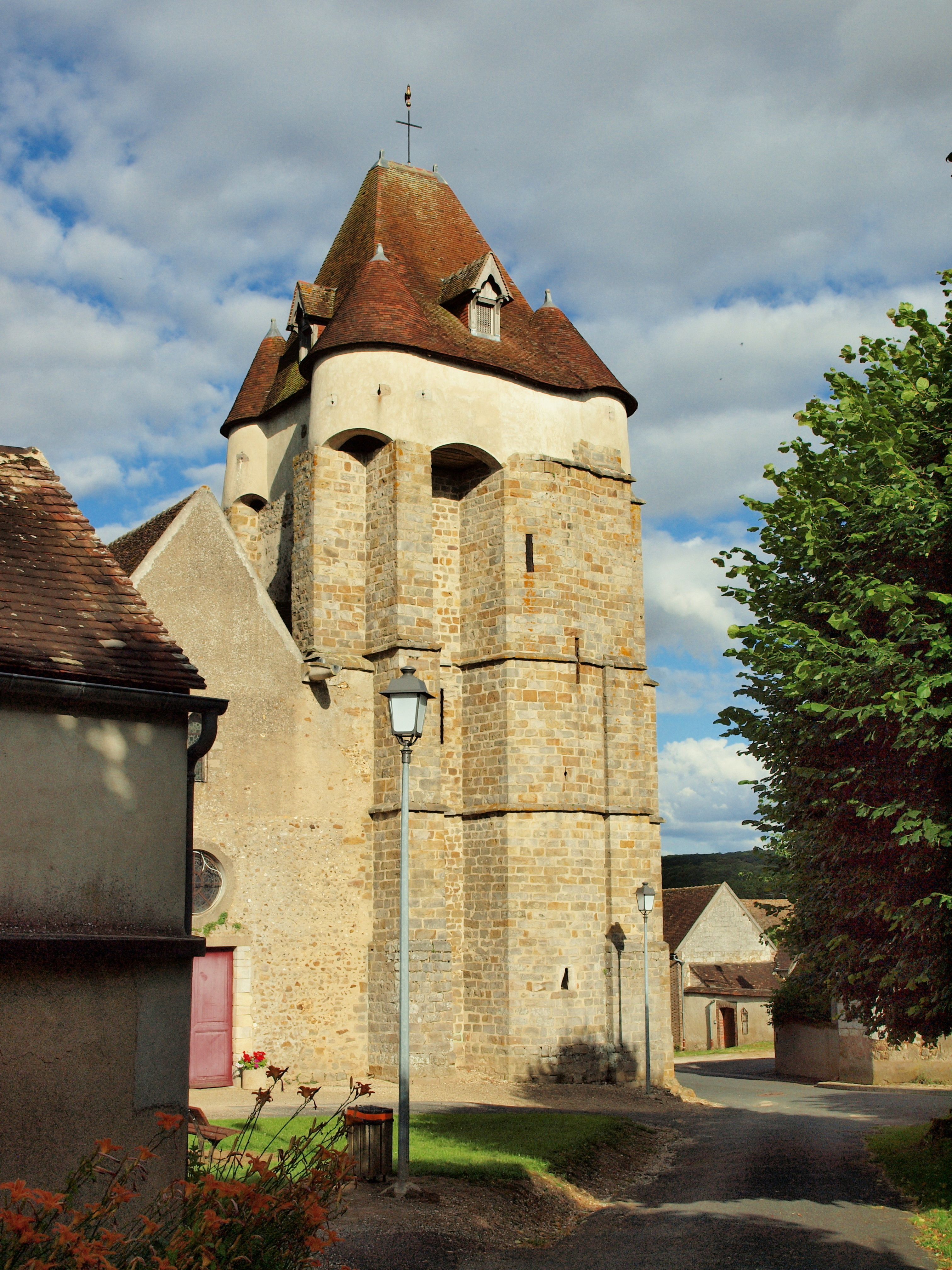
Église Saint-Étienne de Soucy.

### Époque moderne
Le village est fortifié, comme au moins soixante cinq villages des pays de l'Yonne, sous le règne de François Ier. Après le désastre de Pavie, l'armée licenciée rentre en France et la soldatesque sans ressource menace la sécurité des campagnes. La proximité de Sens limite l'essor urbain. Le grand chemin de Sens à Nogent-sur-Seine passe par Soucy. Le bourg est dominé par une population de laboureurs et de vignerons.
Le hameau de Jouancy devient le siège d'un fief détenu par des bourgeois de Sens. Il abrite depuis le XIIe siècle un moulin à eau donné à l'abbaye de Sainte-Colombe.
Les fiefs de Joinville, et des Pelletiers n'altèrent pas la domination des chanoines.
Le fief de Monthard appartiendra à la famille d'Étienne Bouvier, gendre du peintre de Sens Jean Cousin. Alors que les Bouvier procèdent de vignerons de Soucy devenus apothicaires à Sens, aucun document ne relie le peintre à Soucy. La confusion naît d'une autre famille Cousin identifiée parmi les vignerons du bourg. Le même phénomène touche le musicien Dassoucy. Ce nom d'artiste a fait songer au village. Mais ses ancêtres paternels originaires de Sens (les sergents au bailliage Coypeault et Connard) n'ont pas de liens avec Soucy.
Le village est alors dominé par les Store (issus du tuiliers, devenus lieutenants et sires des Pelletiers.
Durant les guerres civiles dites de Religion, un couple réfugié de Saint-Clément, est menacé. Il est incarcéré, ce qui en principe aurait dû assurer sa sécurité. La populace se porte sur la prison, et en extirpe le couple pour le massacrer. Le corps du mari est jeté dans un terrier à blaireau. Les chanoines font enquêter sur ce crime.
La métairie de Béon fournit des revenus au collège de Sens tenu par les Jésuites.

## Politique et administration

### Liste des maires
| Période                                  | Période   | Identité          | Étiquette | Qualité |
| ---------------------------------------- | --------- | ----------------- | --------- | ------- |
| Les données manquantes sont à compléter. |           |                   |           |         |
| avant 1925                               | ?         | M. Lanoue         | PC-SFIC   |         |
|                                          |           |                   |           |         |
| avant 1981                               | 1983      | Norbert Michon    | DVG       |         |
| avant 1988                               | ?         | Robert Potage     | DVG       |         |
| mars 2001                                | mars 2014 | Mireille Ladrange | PCF       |         |
| mars 2014                                | sept 2014 | Francis Catalan   |           |         |
| sept 2014                                | En cours  | Pascal Rolland    |           |         |

## Démographie
L'évolution du nombre d'habitants est connue à travers les recensements de la population effectués dans la commune depuis 1793. Pour les communes de moins de 10 000 habitants, une enquête de recensement portant sur toute la population est réalisée tous les cinq ans, les populations de référence des années intermédiaires étant quant à elles estimées par interpolation ou extrapolation. Pour la commune, le premier recensement exhaustif entrant dans le cadre du nouveau dispositif a été réalisé en 2006.

En 2022, la commune comptait 1 546 habitants, en évolution de −2,21 % par rapport à 2016 (Yonne : −1,95 %, France hors Mayotte : +2,11 %).
| 1793 | 1800 | 1806 | 1821 | 1831 | 1836 | 1841 | 1846 | 1851 |
| ---- | ---- | ---- | ---- | ---- | ---- | ---- | ---- | ---- |
| 677  | 798  | 798  | 722  | 735  | 718  | 749  | 773  | 760  |

| 1856 | 1861 | 1866 | 1872 | 1876 | 1881 | 1886 | 1891 | 1896 |
| ---- | ---- | ---- | ---- | ---- | ---- | ---- | ---- | ---- |
| 750  | 730  | 776  | 775  | 742  | 709  | 684  | 645  | 612  |

| 1901 | 1906 | 1911 | 1921 | 1926 | 1931 | 1936 | 1946 | 1954 |
| ---- | ---- | ---- | ---- | ---- | ---- | ---- | ---- | ---- |
| 551  | 532  | 520  | 499  | 501  | 505  | 503  | 524  | 520  |

| 1962 | 1968 | 1975 | 1982  | 1990  | 1999  | 2006  | 2011  | 2016  |
| ---- | ---- | ---- | ----- | ----- | ----- | ----- | ----- | ----- |
| 601  | 598  | 807  | 1 187 | 1 316 | 1 339 | 1 346 | 1 513 | 1 581 |

| 2021  | 2022  | - | - | - | - | - | - | - |
| ----- | ----- | - | - | - | - | - | - | - |
| 1 560 | 1 546 | - | - | - | - | - | - | - |

## Lieux et monuments
Les édifices de la commune à l'architecture remarquable sont les suivants :
- l'église Saint-Étienne qui fut reconstruite au XVe siècle,
- le château de Monthard qui date de la fin du XVIe siècle,
- l'auberge du Regain,
- l'aqueduc de la Vanne, construit pour l'alimentation de Paris en eau potable,
- un lavoir utilisé jusqu'en 1980.

## Personnalités liées à la commune
- Jean Cousin l'Ancien (1490-1560), grand peintre du XVIe siècle, est né à Soucy.
- Assoucy (1604-1679), poète burlesque.
- Savinien Lapointe (1812 – 1893), poète, chansonnier et goguettier français vécu une partie de sa vie et mourut à Soucy.
- Jules Guichard (1827-1896), sénateur et président de la compagnie du canal de Suez, y est né.
- L'acteur Pierre Clémenti (1942-1999), né à Paris, est enterré au cimetière du village.
- Louis Page (1905-1990), directeur de la photographie et ami de Jean Gabin est décédé a Soucy en 1990.

## Jumelages
Depuis l'année 2006, le village de Soucy est jumelé avec Göcklingen (Allemagne).

## Pour approfondir